# Friesodielsia
Friesodielsia is een geslacht uit de familie Annonaceae. De soorten uit het geslacht komen voor van in Assam tot in Hainan en in West- en Centraal-Maleisië.

## Soorten
- Friesodielsia affinis (Hook.f. & Thomson) D.Das
- Friesodielsia alpina (J.Sinclair) Steenis
- Friesodielsia auriculata (Elmer) Steenis
- Friesodielsia bakeri (Merr.) Steenis
- Friesodielsia biglandulosa (Blume) Steenis
- Friesodielsia borneensis (Miq.) Steenis
- Friesodielsia caesia (Miq.) Steenis
- Friesodielsia calycina (King) Steenis
- Friesodielsia cuneiformis (Blume) Steenis
- Friesodielsia desmoides (Craib) Steenis
- Friesodielsia discolor (Craib) D.Das
- Friesodielsia excisa (Miq.) Steenis
- Friesodielsia filipes (Hook.f. & Thomson) Steenis
- Friesodielsia formosa I.M.Turner
- Friesodielsia fornicata (Roxb.) D.Das
- Friesodielsia glauca (Hook.f. & Thomson) Steenis
- Friesodielsia grandifolia (Merr.) I.M.Turner
- Friesodielsia hainanensis Y.Tsiang & P.T.Li
- Friesodielsia hirta (Miq.) Steenis
- Friesodielsia khoshooi Vasudeva Rao & Chakrab.
- Friesodielsia kingii (J.Sinclair) Steenis
- Friesodielsia korthalsiana (Miq.) Steenis
- Friesodielsia lagunensis (Elmer) Steenis
- Friesodielsia lanceolata (Merr.) Steenis
- Friesodielsia latifolia (Hook.f. & Thomson) Steenis
- Friesodielsia longiflora (Merr.) Steenis
- Friesodielsia maclellandii (Hook.f. & Thomson) D.Das
- Friesodielsia mindorensis (Merr.) Steenis
- Friesodielsia obtusifolia (Elmer) Steenis
- Friesodielsia oligophlebia (Merr.) Steenis
- Friesodielsia ovalifolia (Ridl.) I.M.Turner
- Friesodielsia paucinervis (Merr.) Steenis
- Friesodielsia philippinensis (Merr.) Steenis
- Friesodielsia platyphylla (Merr.) Steenis
- Friesodielsia pubescens (Merr.) Steenis
- Friesodielsia sahyadrica N.V.Page & Survesw.
- Friesodielsia stenopetala (Hook.f. & Thomson) D.Das
- Friesodielsia subaequalis (Scheff.) R.M.K.Saunders, X.Guo & C.C.Tang
- Friesodielsia unonifolia (A.DC.) Steenis